# Festőművészek listája
Ez az ismertebb festőművészek listája. A lista a magyar festőket nem tartalmazza.
A magyar festőket lásd a Magyar festők listája alatt
| Ábécé szerinti tartalomjegyzék                                                                           |
| --- |
| A, Á B C Cs D Dz Dzs E, É F G Gy H I, Í J K L Ly M N Ny O, Ó Ö, Ő P Q R S Sz T Ty U, Ú Ü, Ű V W X Y Z Zs |

## A
- Hans von Aachen (1552–1615), német manierista festő
- Riza Abbászi (1565–1635), perzsa festő
- Niccolò dell’Abbate (1512–1571), olasz festő
- Guidobaldo Abbatini (1600–1656), olasz festő
- Edwin Austin Abbey (1852–1911), amerikai egyesült államokbeli festő
- Nicolai Abraham Abildgaard (1744–1809), dán festő
- Elenore Abbott (1845–1935), amerikai festő és illusztrátor
- Bernard Accama (1697–1756), holland festő
- Enrico Accatino (1920–2007), olasz festő
- Sophie Adlersparre (1808–1862), svéd festő
- Andreas Achenbach (1815–1910), német festő
- Oswald Achenbach (1827–1905), német festő
- Pieter Aertsen (1508–1575), holland festő
- Aetión (i. e. 4. század), ógörög festő
- Alfred Agache (1843–1915), francia festő
- Yaacov Agam (1928–) izraeli művész
- Jacques-Laurent Agasse (1767–1848), svájci festő
- Agatharkhosz (I. e. 460– ~I. e. 420), ógörög festő
- Christoph Ludwig Agricola (1667–1719), német tájképfestő
- Ivan Konsztantyinovics Ajvazovszkij (1817–1900), örmény származású orosz festő
- Tadeusz Ajdukiewicz (1852–1916) lengyel festő
- Josef Albers (1888–1976) német képzőművész, matematikus
- Erika Abels d’Albert (1896–1975), osztrák festő
- Mariotto Albertinelli (1474–1515), olasz festő
- Kazimierz Alchimowicz (1840–1916), lengyel festő
- Pierre Alechinsky (1927–), belga festő
- Fjodor Jakovlevics Alekszejev (1753–1824), korai orosz tájképfestő
- Mikoláš Aleš (1852–1913) cseh festő
- Else Alfelt (1910–1974), dán festő
- Alessandro Algardi (1595–1654), olasz festő, szobrász
- David Allan (1744–1796) skót festő
- Alessandro Allori (1535–1607), olasz festő
- Cristofano Allori (1577–1621), olasz festő
- Washington Allston (1779–1843), amerikai költő, festő
- Lawrence Alma-Tadema (1836–1912) német-angol festő
- Denijs van Alsloot (1570?–1627?), flamand festő
- Charles Alston (1907–1977)
- Jakob Alt (1789–1872), osztrák akvarellista
- Rudolf von Alt (1812–1905), osztrák festő
- Albrecht Altdorfer (1480–1538), német festő
- Altichiero (1320–1395), olasz festő
- Amar Amarni (1973–), francia festő
- Sophie Gengembre Anderson (1823–1903), angol festő
- Jacopo Amigoni (1685–1752), olasz
- Jost Amman (~1539–1591), svájci festő
- Anna Ancher (1859–1935), dán festő
- Michael Peter Ancher (1849–1927), dán festő
- Carl Andre (1935–2024) amerikai minimalista szobrász, festő
- Jules André (1804–1869), francia festő
- Ran Andrews (1956–), kanadai festő
- Fra Angelico (vagy Beato Angelico) (1387–1445) olasz festő
- Angyal Géza (1888–1959), szlovák festő
- Sofonisba Anguissola (1532–1625) itáliai festő
- Albert Anker (1831–1910) svájci festő
- Louis Anquetin (1861–1932), francia
- Antiphilosz (I. e. 4. század), ógörög festő
- Richard Anuszkiewicz (1930–2020) amerikai Op-art festő
- Apellész (i. e. 4. század), ógörög festő
- Apollodórosz (I. e. 5. század), ógörög festő
- Zvest Apollonio (1935–2009), festő, grafikus
- Karel Appel (1921–2006) holland festő
- Felix Arauz (1935–2024) ecuadori festő
- Giuseppe Arcimboldo (kb. 1527–1593), olasz manierista festő
- Ivan Petrovics Argunov (1727 ? –1802) az orosz arcképfestő iskola egyik megalapítója
- Abram Jefimovics Arhipov (1862–1930) orosz festő
- Ariszteidész (I. e. 4. század), ógörög festő
- Ivar Arosenius (1878–1909), svéd festő
- Hans Arp (1886–1966), német festő, szobrász, költő
- Helmut von Arz (1930–), német festő
- Asam testvérek  (18. század), német festők
- Balthasar van der Ast (1593/94-1657) holland festő
- John James Audubon (1785–1851), illusztrátor
- Jean–Michel Atlan (1913–1960), francia festő
- Frank Auerbach (1931–2024) német-angol festő
- Hendrick Avercamp (1585–1634) holland festő
- Milton Avery (1885–1965), amerikai egyesült államokbeli festő
- Nikola Avramov (1897–1945), bolgár festő
- Anton Ažbe (1862–1905), szlovén festő

## B
- Marcello Bacciarelli  (1731–1818), olasz festő
- Gottlieb Friedrich Bach (1714–1785), német festő
- Johann Philipp Bach (1752–1846), német festő
- Harriet Backer (1845–1932), norvég festő
- Francis Bacon (1909–1992), brit képzőművész
- William Jacob Baer (1860–1941), amerikai egyesült államokbeli festő
- Albert Baertsoen (1866–1922), flamand festő
- Leonard Bahr (1905–1990), amerikai egyesült államokbeli festő
- Karol Bąk (1961–) lengyel festő
- Ludolf Bakhuizen (1631–1708) német/holland
- Leon Szamojlovics Bakszt (Lev Szamojlovics Rosenberg, 1866–1924), orosz festő
- Hans Baldung (1484–1545) német
- Giacomo Balla (1871–1958), olasz
- Robert Ballagh (1943–) ír festő, iparművész
- Balogh József (1944–) ukrajnai magyar cigány festőművész
- Vincenzo Balsamo (1935–2017), olasz festő
- Balthus (1908–2001) (Count Balthasas Klossowski de Rola) lengyel/francia
- Bertalan Albert (1899-1957) magyar/francia festőművész, restaurátor
- Edward Mitchell Bannister (1828–1901)  kanadai
- Bapu (Sattiraju Lakshminarayana, 1933–2014) indiai festő, zene, iparművész, filmrendező
- William Barak (1824–1903), ausztrál őslakó festő
- Vladimir Baranoff-Rossine (1888–1944) orosz/francia avantgárd festő
- Jacopo De Barbari (1445–1516), olasz festő
- Giovanni Francesco Barbieri (1591–1666), olasz festő
- George Barker (1882–1965), amerikai egyesült államokbeli festő
- Dumitru Bârliga romániai (erdélyi) születésű kanadai festő
- Ernie Barnes (1938–2009) amerikai festő
- Geoffrey Barnes (1972–)
- Glenn Barr (1968–)
- James Barry (1741–1806), brit festő
- Hans von Bartels (1856–1913), német festő
- Richmond Barthé (1901–1989) amerikai szobrász, grafikus
- Jennifer Bartlett (1941–2022) amerikai absztrakt festő
- Fra Bartolomeo (1472–1517) olasz
- Francesco Bartolozzi (1728–1815) olasz
- Georg Baselitz (1938–), német festő, szobrász
- Marie Bashkirtseff, Marija Baskirceva (1860–1884), orosz–francia festő
- Jean-Michel Basquiat (1960–1988), amerikai festő, költő, zenész
- Jacopo Bassano (~1510–1592), olasz festő
- Jules Bastien-Lepage (1848–1884), francia festő
- Robert Bateman (1930–), kanadai festő
- David Bates (1952–), amerikai festő
- Maxwell Bates (1906–1980), kanadai festő, építész
- Émile Bayard (1837–1891) francia festőművész és illusztrátor
- James Baynes (1766–1837), angol akvarellista
- Thomas Mann Baynes (1794–1854), angol akvarellista
- Pompeo Girolamo Batoni (1708–1787), itáliai festő
- Frédéric Bazille (1841–1870), francia impresszionista festő
- Romare Bearden (1914–1988), amerikai festő
- Cecilia Beaux (1855–1942) amerikai portréfestő
- Robert Bechtle (1932–2020), amerikai festő
- Jakob Becker (1810–1872), német festő
- Jasmine Becket-Griffith (1979–) amerikai
- Max Beckmann (1884–1950), német festő
- Ignat Bednarik (1882–1963), román festő
- Karl Bednarik (1915–2001), osztrák festő
- Captain Beefheart (1941–2010), amerikai festő, avantgárd zenész
- Kamaleddin Behzad (~i. e. 1450), perzsa festő
- Zdzislaw Beksinski (1929–2005) lengyel festő
- Giovanni Bellini (~1430–1516), olasz festő
- Gentile Bellini (~1429–1507), olasz festő
- Jacopo Bellini (~1400–1470), olasz festő
- Vanessa Bell (1879–1961), angol festő
- Bernardo Bellotto (1721–1780), olasz festő
- George Wesley Bellows (1882–1925), amerikai egyesült államokbeli festő
- Ludwig Bemelmans (1898–1962), osztrák-amerikai könyv ill.
- Wilhelm Bendz (1804–1832), dán festő
- Enella Benedict (1858–1942), amerikai festő
- Frank Weston Benson (1862–1951), amerikai egyesült államokbeli festő
- Thomas Hart Benton (1889–1975), amerikai egyesült államokbeli festő
- Alekszandr Nyikolajevics Benois (1870–1960), orosz festő, illusztrátor
- Jean Béraud (1849–1935), francia festő
- Hubert Berchold (1922–1983), osztrák festő
- Knud Bergslien (1827–1908), norvég festő
- Emerik Bernard (1937–2022), szlovén festő
- Émile Bernard (1868–1941), francia
- Janez Bernik (1933–2016), festő, grafikus
- Gian Lorenzo Bernini (1598–1680), olasz festő, szobrász, építész
- Jen Besemer (1970–), szürrealista költő, festő
- Albert Bertelsen (1921–2019), dán festő
- Elsa Beskow (1874–1953), svéd festő, író
- Henryka Beyer (1782–1855), lengyel festő
- Bezerédi Lajos (1898–1979), horvát szobrász, keramikus
- George Biddle (1885–1973), amerikai egyesült államokbeli festő
- Albert Bierstadt (1830–1902), német-amerikai festő
- Ivan Jakovlevics Bilibin (1876–1942), orosz festő, illusztrátor
- Anna Bilinska-Bohdanowiczowa, lengyel festő
- Ejler Bille (1910–2004), dán festő, szobrász
- Henry Billings (1901–1987), amerikai egyesült államokbeli festő
- George Caleb Bingham (1811–1879), amerikai egyesült államokbeli festő
- S J „Lamorna” Birch (1869–1955)
- Jens Birkemose (1943–2022) dán festő
- Peter Birmann (1758–1844), svájci festő
- Wilhelm Bissen (1836–1913), dán festő
- Carl Theodor von Blaas (1886–1960), osztrák festő
- Eugene de Blaas (1843–1931), olasz festő
- Giulio de Blaas (1888–1934), olasz–amerikai festő
- Helene von Blaas (1895–1985, osztrák festő
- Julius von Blaas (1845–1922), olasz–osztrák festő
- Karl von Blaas (1815–1894), osztrák festő
- Basil Blackshaw (1932–2016), ír festő
- William Blake (1757–1827), angol festő, költő
- Ralph Albert Blakelock (1847–1919)
- Arnold Blanch (1896–1968), amerikai egyesült államokbeli festő
- Ross Bleckner (1949–), amerikai egyesült államokbeli festő
- Carl Heinrich Bloch (1834–1890), dán festő
- Izaak van den Blocke, (1574–1626) lengyel festő
- Peter Blume (1906–1992),amerikai egyesült államokbeli festő
- David G. Blythe (1815–1865), amerikai egyesült államokbeli festő
- Lars Bo (1924–1999) dán festő
- Umberto Boccioni (1882–1916), olasz festő
- François Bocion (1828–1890), svájci festő
- Melchior Bocksberger (1540–1589), német festő
- Arnold Böcklin (1827–1901), svájci festő
- Karl Bodmer (1809–1893), amerikai egyesült államokbeli festő
- Krzysztof Boguszewski (1906–1988), lengyel festő
- Kees van Bohemen (1928–1986)
- Aaron Bohrod (1907–1992),amerikai egyesült államokbeli festő
- Maurice Boitel (1919-2007, francia festő
- Zlatu Bojadzsiev (1901–1976), bolgár festő
- Angel Boliver, mexikói festő
- Hans Bol (1534-1593), holland festő
- David Bomberg (1890–1957)
- Giotto di Bondone (1267–1337), olasz
- Rosa Bonheur (1822–1899)
- Claude Bonin-Pissarro (1921–2021)
- Richard Parkes Bonington (1802–1828)
- Pierre Bonnard (1867–1947), francia festő
- Francesco Bonsignori (1460–1519)
- Bogdan Borčić (1926–2014), szlovén festő, grafikus
- Paul-Émile Borduas (1905–1960), kanadai absztrakt festő
- Viktor Elpigyiforovics Boriszov-Muszatov (1870–1905) orosz festő
- Vlagyimir Lukics Borovikovszkij (1757–1825), orosz arcképfestő
- Hieronymus Bosch (~1460–1518), flamand festő
- Ambrosius Bosschaert (1573–1612), holland festő
- Angel Botello (1913–1986), spanyol–Puerto Ricó–i festő, szobrász
- Fernando Botero (1932–1923), kolumbiai festő
- Sandro Botticelli (1445–1510), olasz festő
- François Boucher (1703–1770), francia festő
- Eugène Boudin (1824–1898), francia tájkép festő
- William-Adolphe Bouguereau (1825–1905), francia festő
- Arthur Boyd (1920–1999), ausztrál festő
- P. Rostrup Bøyesen (1882–1952), dán festő
- Olga Boznańska (1865–1940), lengyel festő
- Louis Bouché (1896–1969), amerikai egyesült államokbeli festő
- Robert Brackman (1898–1980), ukrán-amerikai festő
- Jozef Brandt (1841–1915), lengyel festő
- Georges Braque (1882–1963), francia kubista festő
- Fanny Brate (1861–1940), svéd festő
- Alan Bray (1946–), amerikai egyesült államokbeli festő
- Jan de Bray (1627-1697), holland festő
- Salomon de Bray (1597–1664), holland festő
- Carl Fredrik von Breda (1759–1818), svéd festő
- George Hendrik Breitner (1857–1923), holland festő
- Norbertine Bresslern-Roth (1891–1978), osztrák állatfestő, grafikus
- Jules Breton (1827–1906), francia realista festő
- Jörg Breu (1480–1537), német festő
- Breyten Breytenbach (1939–2024), dél-afrikai, francia festő
- Pierre Brissaud (1885–1964), francia festő, illusztrátor
- Alekszandr Pavlovics Brjullov (1798–1877) francia származású orosz festő
- Karl Pavlovics Brjullov (1799–1852) francia származású orosz festő (testvérek)
- Louis le Brocquy (1916–2012), ír festő
- Ann Brockman (1895–1943), amerikai egyesült államokbeli festő
- Antoni Brodowski (1784–1832), lengyel festő
- Agnolo Bronzino (1503–1572) olasz
- Alexander Brook (1898–1980), amerikai egyesült államokbeli festő
- Bertram Brooker (1888–1955), kanadai festő, író, zenész
- Cecily Brown (1969–) angol festő, művészettörténész
- Glenn Brown (1966–) angol festő
- Ford Madox Brown (1821–1893) angol festőművész
- James Michael Brown (1853–1947) skót festő
- Rush Brown (1948–), amerikai egyesült államokbeli festő
- Adriaen Brouwer (1606–1638), flamand festő
- id. Jan Brueghel (1568–1625), flamand festő
- ifj. Jan Brueghel (1601–1678), flamand festő
- Pieter Bruegel (~1525–1569), flamand festő
- Pieter Brueghel (1564–1638), flamand festő
- Günter Brus (1938–2024), osztrák festő
- Tadeusz Brzozowski (1818–1887), lengyel festő
- Vlaho Bukovac (1855–1922), horvát festő
- Bernard Buffet (1928–1999), francia festő
- Duccio di Buoninsegna (~1250~1260–1318 v.1319), olasz festő
- Charles Ephraim Burchfield (1893–1967), amerikai egyesült államokbeli festő
- Hans Burgkmair (1473–1531), német festő
- Zdeněk Burian (1905–1981) cseh festő
- William Partridge Burpee (1846–1940), amerikai egyesült államokbeli festő
- Louis Buvelot (1814–1888), ausztrál festő
- John Byrne (1950–), amerikai képregény rajzoló

## C
- Alexandre Cabanel (1823–1889), francia
- Lilla Cabot Perry (1848–1933), amerikai impresszionista festő
- Pogus Caesar, (1953–) pointillista festő
- Gustave Caillebotte (1848–1894), francia festő
- Alexandre Calame (1810–1864) svájci festő
- Jacques Callot (1592–1635), francia festő, grafikus
- Canaletto (1697–1768), olasz festő
- Hans Canon (1829–1885), osztrák festő
- Antonio Canova (1757–1822), olasz festő
- Josef Capek (1887–1945), cseh festő
- Tom Carapic (1939–)
- Caravaggio (Michelangelo Merisi) (1573–1610), olasz reneszánsz festő
- Ivan Cargo (1898–1958)
- Rosalba Carriera (1675–1757), olasz festő
- John Fabian Carlson (1875–1945)
- Emile Auguste Carolus-Duran (1838–1917)
- Vittore Carpaccio (~1460–1525), olasz festő
- Jean-Baptiste Carpeaux (1827–1875), francia
- Emily Carr (1871–1945), kanadai festő, író
- Carlo Carrà (1881–1966), olasz festő
- Annibale Carracci (1557–1602), olasz festő
- Agostino Carracci (1560–1609)
- Juan Carreño de Miranda (1614–1685) spanyol festő
- Cazasoles (1952–) kubai születésű festő
- Ludovico Carracci (1555–1619)
- Mary Cassatt (1844–1926?), amerikai festő
- Alfred Joseph Casson (1898–1992)
- Giorgione da Castelfranco (1478–1510), olasz festő
- George Catlin (1796–1872), amerikai festő
- Cennino Cennini (1370–1440), olasz festő
- Avgust Cernigoj (1898–1985)
- Bartolomeo Cesi (1556–1629)
- Paul Cezanne (1839–1906), francia festő
- Marc Chagall (1887–1985), orosz-francia festő, a modern festészet kiemelkedő képviselője
- Alfred Edward Chalon (1780–1860), svájci festő
- Jean-Baptiste Siméon Chardin (1699–1779), francia festő
- Caroline Chariot-Dayez (1958–)
- Michael Ray Charles (1967–)
- Nicolas Charlet (1792–1845)
- William Merritt Chase (1849–1916), amerikai egyesült államokbeli festő
- Pierre Puvis de Chavannes (1824–1898), francia festő
- Józef Chełmoński (1849–1914), lengyel festő
- Giorgio de Chirico (1888–1978), olasz festő
- Omar Chkhaidze (1944–),  grúz festő
- Adam Chmielowski  (1845–1916), lengyel festő
- Daniel Chodowiecki (1726–1801), lengyel–német festő
- Dave Choe (1976–)
- Frederic Edwin Church (1826–1900), amerikai egyesült államokbeli festő
- Leon Chwistek  (1884–1944), lengyel festő
- Ferenc (Francesco) Chiovini (1899-1981), magyar festő
- Mauro Ciccia (1961–)
- Tomasz Ciecierski (1945–2024), lengyel festő
- Bela Čikoš Sesija (1864–1931), horvát festő
- Cimabue (1240–1302), olasz festő
- Jože Ciuha (1924–2015), szlovén festő, grafikus, illusztrátor
- Franz Cizek (1865–1946)
- Émile Claus  (1847–1924), belga festő
- Hugo Claus (1929–2008), belga festő
- Joos van Cleve (1480/90–1540/41), németalföldi festő
- François Clouet (1510 körül–1572), francia festő
- Giorgio Giulio Clovio (1498–1578), horvát miniatúrafestő
- Jean Cocteau (1889–1963), francia festő
- Charles Codman (1800–1842),amerikai egyesült államokbeli festő
- Thomas Cole (1801–1848), amerikai egyesült államokbeli festő
- Evert Collier (1640–1707), holland festő
- John Collier (1850–1934)
- Georges Collignon (1923–)
- Jean Colombe (1400-as évek közepe)
- John Constable (1776–1837), angol festő
- C. M. Coolidge (1844–1934),
- D.D. Coombs, amerikai egyesült államokbeli festő
- John Singleton Copley (1737–1815)
- Lovis Corinth (1858–1925), német festő, grafikus
- Fernand Cormon (1845–1924), francia
- Guillaume Cornelis van Beverloo (1922–2010) (Corneille)
- Thomas Cornell (1937–2012), amerikai egyesült államokbeli festő
- Jean-Baptiste Camille Corot (1796–1875), francia festő
- Correggio (1489–1534), olasz festő
- Pietro da Cortona (1596–1669), építész, festő
- Piero di Cosimo (1462–1521), olasz festő
- Francesco del Cossa (~1435– ~1477), olasz festő
- Pierre Auguste Cot (1837–1883), francia festő
- Noel Counihan (1913–1986, ausztrál festő
- Gustave Courbet (1819–1877), francia festő
- Thomas Couture (1815–1879), francia festő, tanár
- id. Lucas Cranach (1472–1553), német festő
- ifj. Lucas Cranach (1515–1586)
- Roberto Crippa (1921–1972), olasz festő
- Carlo Crivelli (1435–1495), olasz festő
- Menci Clement Crnčić (1865–1930), horvát festő
- Henri-Edmond Cross (1856–1910), francia festő
- Jean Crotti (1878–1958)
- Thomas Crotty (1954–), amerikai festő
- Danyiil Csornij (1360–1430), orosz ikonfestő
- Aelbert Cuyp (1620–1691), holland festő
- Boleslaw Cybis (1895–1957), lengyel festő
- Jan Cybis (1897–1972), lengyel festő
- Cydney
- Wladyslaw Czachorski  (1850–1911), lengyel festő
- Jozef Czapski (1896–1993), lengyel festő
- Marcin Czarny (1477–1509), lengyel festő
- Szymon Czechowicz  (1689–1775), lengyel festő
- Tytus Czyzewski (1880–1945), lengyel festő

## D
- Richard Dadd (1817–1866)
- Moritz Michael Daffinger (1790–1849), osztrák festő
- Michael Dahl (1659–1743)
- Johan Christian Dahl (1788–1857), norvég festő
- Christen Dalsgaard (1824–1907), dán festő
- Elin Danielson-Gambogi ( 1861–1919), finn festő
- B. Dragon (?–1949), német festő
- Salvador Dalí (1904–1989), katalán festő
- Charles-François Daubigny (1817–1878), francia tájképfestő
- Honoré Daumier (1808–1879),  francia karikaturista
- Gerard David (~1450–1523), belga festő
- Jacques-Louis David (1748–1825), francia festő
- Stuart Davis (1894–1954), amerikai egyesült államokbeli festő
- Riko Debenjak (1908–), festő, grafikus
- Jean-Baptiste Debret (1768–1848), francia festő
- Stanislaw Debicki, lengyel festő
- Joseph DeCamp (1858–1923), amerikai egyesült államokbeli festő
- Pierre Puvis de Chavannes (1824–1894), francia
- Franz Defregger (1835–1921), osztrák festő
- Edgar Degas (1834–1917), francia festő
- Ettore „Ted” DeGrazia (1909–1982), amerikai egyesült államokbeli festő
- Michel De Caso, francia festő
- Raoul De Keyser, absztrakt festő
- Eugène Delacroix (1798–1863), francia festő
- Emir-Zeko-Delalic (1972–), bosnyák festő
- Beauford Delaney (1901–1979) amerikai egyesült államokbeli festő
- Paul Delaroche (1797–1856), francia festő
- Robert Delaunay (1885–1941), francia festő
- Sonia Delaunay (1885–1979), orosz származású francia festő
- Paul Delvaux (1897–1954), belga szürrealista festő
- Charles Demuth (1883–1935)
- Maurice Denis (1870–1943), francia festő
- Ken Denning (1957–) festő
- André Derain (1880–1954), francia festő
- Edouard Detaille (1847–1912), francia festő
- Thomas Dewing (1851–1938), amerikai egyesült államokbeli festő
- François Diday (1802–1877) svájci festő
- Richard Diebenkorn (1922–1993), amerikai egyesült államokbeli festő
- Abraham van Diepenbeke (1596–1675), flamand festő
- Mary Dignam (1860–1938), kanadai festő
- Meredith Dillman
- Abidin Dino (1913–1993), török festő
- Paul Dirmeikis (1954–), francia festő
- Otto Dix (1891–1969), német festő
- Andrzej Dłużniewski (1939–), lengyel festő
- Jan Dobkowski, lengyel festő
- Dobrovits Péter (1890–1942) szerb festő, és politikus
- William Dobson (1610–1646)
- Theo van Doesburg (1883–1931), holland festő
- Tommaso Dolabella (1570–1650), lengyel festő
- Tadeusz Dominik, lengyel festő
- Kees van Dongen (1877–1968), holland festő
- Donatello (1386–1466), olasz festő
- Gustave Doré (1832–1883), francia festő, illusztrátor és szobrász
- Dosso Dossi (~1490–1542)
- Christian Dotrement (1922–1981)
- Jacques Doucet (1924–)
- Thomas Doughty (1793–1856), amerikai egyesült államokbeli festő
- Aaron Douglas (1898–1979), amerikai egyesült államokbeli festő
- Rackstraw Downes (1939–), amerikai egyesült államokbeli festő
- Willem Drost (~1630– ~1680), festő
- Russell Drysdale (1912–1981), ausztrál festő
- Jean Dubuffet (1901–1985)
- Marcel Duchamp (1887–1968), francia festő
- Suzanne Duchamp-Crotti (1889–1963), francia festő
- Raoul Dufy (1877–1953), francia festő
- Simon Duiker (1874–1941), holland festő
- Karel Dujardin (1626–1678), flamand festő
- Jules Dupré (1811–1899), francia festő
- Anne Dunn (1929–)
- Eugen Dücker (1841–1916) német-észt festő
- Albrecht Dürer (1471–1528), német festő, grafikus

## E, É
- Thomas Eakins (1844–1916)
- Alfred East (1849–1913), brit festő
- Christoffer Wilhelm Eckersberg (1783–1853), dán festő
- Johan Fredrik Eckersberg (1852–1928), norvég festő
- Otto Eckmann (1865–1902), festő, belsőépítész
- Don Eddy
- Albert Edelfelt (1854–1905)
- Beverly K. Effinger (1955–), amerikai egyesült államokbeli festő
- Anna Maria Ehrenstrahl (1666–1729), svéd festő
- David Klöcker Ehrenstrahl (1628–1698), svéd festő
- Eugeniusz Eibisch, lengyel festő
- Kano Eitoku (meghalt: 1590), japán festő
- Adam Elsheimer (1578–1610), német festő
- Thomas Ender (1793–1875), osztrák festő (egy művét lásd: Árvaváralja)
- Ron English (1948–)
- James Ensor (1860–1949), belga festő
- Sir Jacob Epstein (1880–1959)
- Rotterdami Erasmus (1467–1536) (Balgaság dicsérete című kép)
- Kerne Erickson, amerikai festő
- Max Ernst (1891–1976), szürrealista festő
- M. C. Escher (1898–1972), holland festő
- Richard Estes (1936–)
- William Etty (1787–1849)
- Dulah Marie Evans (1875–1951), amerikai festő, illusztrátor, fotóművész
- Franz Eybl (1806–1880), osztrák festő
- Jan van Eyck (1390–1441), flamand festő

## F
- Gentile da Fabriano (kb. 1370–1427), olasz festő
- Carel Fabritius (1622–1654), holland festő
- Pietro Faccini (1562–1602)
- Julian Fałat  (1853–1929), lengyel festő
- Aniello Falcone (1600–1665), olasz festő
- Robert Falk (1886–1958), orosz festő
- Alexandre Falguière (1831–1900), francia festő, szobrász
- Henri Fantin-Latour (1836–1904), francia festő
- Jean Fautrier (1898–1964)
- Vlagyimir Andrejevics Favorszkij (1886–1964), orosz fafaragó, festő
- Jerzy Fedkowicz, lengyel festő
- Pavel Andrejevics Fedotov (1815–1852), orosz festő
- Georges Feher, (1929–2015) magyar–francia festő (Lásd a magyar festőknél is!)
- Lyonel Feininger (1871–1956), amerikai festő
- Feofan Grek (Theophanes, a Görög; 1340 körül–1410 körül) középkori ikonfestő
- Auguste Feyen-Perrin (1826–1888), francia festő
- Marsilio Ficino (1433–1499), olasz festő
- Stanislaw Fijalkowski, lengyel festő
- Pavel Nyikolajevics Filonov (1883–1941), orosz festő
- Alfred William Finch (1854–1930), belga festő
- Leonor Fini (1908–1996), argentin–olasz festő
- Andrea da Firenze, olasz festő
- Alvan Fisher (1792–1863), amerikai egyesült államokbeli festő
- James Montgomery Flagg (1877–1960), amerikai illusztrátor
- Juan de Flandes (1460–1519), németalföldi/spanyol festő
- Milan Alexandru Florian (1937–2004), romániai festő
- Lucio Fontana (1899–1968)
- Théodore Fourmois (1814–1871), belga tájképfestő
- Clinton Ford
- Tsuguharu Foujita (1886–1968)
- Jean Fouquet (1425–1481)
- Földes Péter Mihály (1923–1977), magyar–francia
- Jean-Honoré Fragonard (1732–1806), francia festő
- Piero della Francesca (kb. 1420–1492), olasz festő
- Francis of Sieradz, lengyel festő
- Sam Francis (1923–1994)
- Simon Francis (1952–)
- Helen Frankenthaler (1928–)
- Sofia Fränkl (?), magyar–német festő
- Roelof Frankot (1911–1984)
- Jacob Franquart (1577–1651), flamand festő
- Rose Frantzen (1965–), amerikai egyesült államokbeli festő
- Frank Frazetta (1928–)
- Wilhelm Freddie (1909–1995), dán festő
- Lucian Freud (1922–)
- Caspar David Friedrich (1774–1840), német festő
- Frederick Carl Frieseke (1874–1939), amerikai egyesült államokbeli festő
- Nicolas Froment (kb. 1450 – kb. 1490)
- Brian Froud (1947–)
- ifj. Rueland Frueauf  (~1465–1547), német festő
- Henry Fuseli (1741–1825) svájci-angol
- Heinrich Füger (1751–1818), német festő

## G
- John Wayne Gacy (1942–1994), amerikai festő
- Claude Ferdinand Gaillard (1834–1887), francia
- Thomas Gainsborough (1727–1788), angol festő
- Akseli Gallen-Kallela (1865–1931), finn festő
- Byron Galvez (1941–)
- Thomas Gambier Parry (1816–1888), angol festő
- Antonio de la Gandara (1861–1917), francia festő
- Anna Gardell-Ericson (1853–1939), svéd festő
- Norman Garstin (1847–1926), ír festő
- Hanns Gasser (1817–1868), osztrák festő
- Paul Gauguin (1848–1903), francia festő
- Janet Gaynor (1906–1984), amerikai festő
- Paul Gavarni (1804–1866), francia festő
- Nyikolai Nyikolajevics Ge (1831–1894), orosz festő
- William Gear (1915–1997)
- Geertgen tot Sint Jans (~1460– ~1490), holland festő
- Aert de Gelder (1645–1727)
- Artemisia Gentileschi (1593–1651), olasz barokk festő
- Orazio Gentileschi (1563–1639), olasz festő
- François Gérard (1770–1837), francia festő
- Alekszandr Geraszimov (1881–1963), szocialista realista festő
- Théodore Géricault  (1791–1824) francia festő
- Eduard Gerhardt (1812–1888), német festő
- Emil von Gerliczy (1871–1924), szlovén festő, grafikus
- Jean-Léon Gérôme (1824–1904), francia festő
- Wojciech Gerson  (1831–1901), lengyel festő
- François Gervais
- Salomon Gessner (1730–1788), svájci festő
- Domenico Ghirlandaio (1449–1494), olasz festő
- Ridolfo Ghirlandaio (1483–1561), olasz festő
- Giorgio Ghisi (1520–1582), olasz festő
- Alberto Giacometti (1901–1966) olasz szobrász, festő
- Halíl Dzsibrán (1883–1931), libanoni festő, költő
- Stefan Gierowski (1925–), lengyel festő
- Aleksander Gierymski (1850–1901), lengyel festő
- Maksymilian Gierymski (1846–1874), lengyel festő
- H. R. Giger (1940–), svájci festő
- Stephen Gilbert (1910–)
- Luca Giordano (1632–1705) olasz festő
- Giorgione (~1477–1510), olasz festő
- Giotto di Bondone (1267–1337), olasz festő
- François Girardon (1628–1715)
- Ilja Szergejevics Glazunov (1930–2017), orosz festő
- Marie-Éléonore Godefroid (1778–1849), francia festő
- John William Godward (1861–1922), angol festő
- Leo Goetz (1883–1962), német festő
- Vincent van Gogh (1853–1890) holland
- Hubert Goltzius (1526-1583) német származású németalföldi festő, grafikus, numizmatikus
- Leon Golub (1922–2004)
- Natalja Szergejevna Goncsarova (1881–1962), orosz kubista festő
- Eva Gonzalès (1849–1883), francia festő
- Jorge González Camerna
- Giovan Francesco Gonzaga (1921–), olasz festő
- Frederick Goodall
- Jean Gorin (1899–1981), francia festő
- Arshile Gorky (1904–1948), amerikai egyesült államokbeli absztrakt expresszionista festő
- Jan Gossaert (Mabuse)  (~1478–1532), flamand festő
- Jan Gotard, lengyel festő
- Adolph Gottlieb (1903–1974), amerikai egyesült államokbeli absztrakt expresszionista festő
- Leopold Gottlieb lengyel festő
- Maurycy Gottlieb  (1856–1879), lengyel festő
- Albert Gottschalk (1866–1906), dán festő
- Walter Gould (1829-1893), amerikai festő
- Francisco de Goya (1746–1828), spanyol festő
- Anagarika Govinda (1896–1985), német festő
- Jan van Goyen (1596–1656)
- Benozzo Gozzoli (1420–1497), olasz festő
- Urs Graf (~1485–1529), német festő
- Anton Graff (1736–1813)
- Eugène Grasset (1845–1917), svájci francia festő
- El Greco (1541–1614), görög származású spanyol festő
- Tony Green (1954–)
- HAP Grieshaber (1908–1981), festő és grafikus
- Michelangelo Grigoletti (1801–1870), olasz festő
- Gris Grimly (?), amerikai festő
- Juan Gris (1887–1927) spanyol festő
- Giuseppe Grisoni (1699–1796), flamand/olasz festő és szobrász
- Ivan Grohar (1867–1911), szlovén festő
- Antoine-Jean Gros (1771–1835), francia festő
- George Grosz (1893–1959), német száramzású amerikai festő, grafikus
- Artur Grottger (1837–1867), lengyel festő
- Isaac Grunewald (1889–1946), svéd festő
- Matthias Grünewald (1470–1528) német festő
- Aleksander Gryglewski (19. század), lengyel festő
- Francesco Guardi (1712–1793), olasz festő
- Pierre-Narcisse Guérin (1774–1833), francia
- Albert Guillaume (1873–1942), francia festő, karikaturista
- Olaf Gulbransson (1873–1958)
- Nazmi Ziya Güran (1881–1937) török impresszionista festő
- Philip Guston (1913–1980) amerikai egyesült államokbeli festő
- Heinz Guth (1941–)
- Renato Guttuso (1911–1987), olasz festő
- Constantin Guys (1802–1892 francia rajzoló, akvarellista
- Herman Gvardjancic (1943)
- Alekszandr Alekszandrovics Gyejnyeka (1899–1969) orosz-szovjet festő
- Gyionyiszij (15.–16. század) középkori orosz ikonfestő

## H
- Jan Jozef Haar, lengyel festő
- Mikolaj Haberschrack, lengyel festő
- Frans Hals (1580–1666), holland festő
- Richard Hamilton (1922–2011) angol festő
- Wilhelm Hammershoi (1864–1916), dán festő
- Nina Hamnett (1890–1956), walesi festő
- Herman Han, lengyel festő
- Constantin Hansen (1804–1880), dán festő
- Niels Hansen (1880–1946), dán festő
- Svend Wiig Hansen (1922–1997),  dán festő
- Jozef Hanula (1863–1944), szerb festő
- Keith Haring (1958–1990) , amerikai festő
- William Harnett (1848–1892), ír–amerikai festő
- Lawren Harris (1885–1970), kanadai festő
- Tracy Harris (1958–), amerikai egyesült államokbeli festő
- Marsden Hartley (1877–1943), amerikai egyesült államokbeli festő
- Hans Hartun (1904–1992)
- Childe Hassam (1859–1935), amerikai egyesült államokbeli festő
- Rudolf Hausner (1914–1995), festő, grafikus
- Louis Hayet (1864–1940), francia festő
- Francesco Hayez (1791–1882), olasz festő
- Martin Johnson Heade (1818–1904), amerikai festő
- Jeanne Hébuterne (1898–1920),francia festő
- Erich Heckel (1883–1970), német festő
- Jacoba van Heemskerck (1876–1923), holland festő
- Franz Hegi (1774–1850), svájci festő
- Henriett Hellebrand (1976–), Magyar realista festő
- Carl Gustaf Hellqvist (1851–1890), svéd festő
- Jean-Jacques Henner (1829–1905),francia festő
- Henry Heerup (1907–1993), dán festő
- Jan Davidsz de Hem (1606–1683)
- Robert Henri (1865–1929), amerikai egyesült államokbeli festő
- Patrick Heron (1920–1999),  brit festő, textiltervező
- Louis Hersent (1777–1860), francia festő
- Magnus Colcord Heurlin (1895–1986), amerikai egyesült államokbeli festő
- Prudence Heward (1896–1947), kanadai festő
- Hugo Heyrman (1942–), belga festő
- Edward Hicks (1780–1849), amerikai egyesült államokbeli festő, kvéker prédikátor
- Thomas Hicks (1823–1890), amerikai egyesült államokbeli festő
- Kaii Higashiyama, japán festő
- John A. Hiigli (1943–), amerikai festő
- Theodor Hildebrandt (1804–1874), német festő
- Derek Hill, ír festő
- Carl Fredrik Hill (1849–1911), svéd festő
- Karol Hiller, lengyel festő
- Nicholas Hilliard (1547–1619), angol festő
- Sigrid Hjertén (1885–1948), svéd festő
- Prince Hoare (1755–1834), angol festő
- William Hoare (kb. 1707–1792), angol festő
- Meindert Hobbema (1638–1709)
- David Hockney (1937–), angol festő
- Howard Hodgkin (1932–2017)
- Ferdinand Hodler (1853–1918), svájci festő
- Ernst Theodor Amadeus Hoffmann (1776–1822), német festő, író, zeneszerző
- Vlastimil Hofman, lengyel festő
- William Hogarth (1697–1764), angol festő
- Kacusika Hokuszai (1760–1849), japán festő és ukijo-e művész
- Ambrosius Holbein (1494–1519)
- Id. Hans Holbein (kb. 1465–1524), német festő
- Ifj. Hans Holbein (kb. 1497–1543), német festő
- Winslow Homer (1836–1910), amerikai egyesült államokbeli festő
- Villard de Honnecourt (1200-as évek), építész, festő
- Gerald van Honthorst (1590–1656)
- Pieter de Hooch (1629–1684), holland festő
- Eric Hopkins (1951–), amerikai egyesült államokbeli festő
- Charles Hopkinson (1869–1962), amerikai egyesült államokbeli festő
- Edward Hopper (1882–1967), amerikai egyesült államokbeli festő
- Josip Horvat Međimurec (1904–1945), horvát festő
- Čeněk Hrbek (1837–1902), cseh festő
- Johann Rudolf Huber (1668-1778) svájci festő
- Wolf Huber (1495–1553), osztrák festő
- John Bradley Hudson, Jr. (1832–1903), amerikai egyesült államokbeli festő
- Friedensreich Hundertwasser (1928–2000), osztrák festő
- Karlis Huns (1831–1877), lett festő
- MF Hussain, indiai festő
- Pieter Huys (1519–1584)
- Jan van Huysum (1682–1749), németalföldi festő
- Johann Hürlimann (1793–1850), svájci festő

## I
- Jörg Immendorff (1945–2007), német festő
- Jean Auguste Dominique Ingres (1780–1867), francia festő
- George Inness (1829–1894)
- Dahlov Ipcar (1917–2017), amerikai festő
- Pieter Isaacsz (1569-1625) dán származású festő
- Eugène Isabey (1803–1886), francia
- Adriaen Isenbrant (1490?–1551), flamand festő
- Jozef Israëls (1824–1911), holland festő
- Isikava Dzsun (1760–1849), japán festő
- Johannes Itten (1888–1967), svájci festő
- Alekszandr Andrejevics Ivanov (1806–1858), orosz festő
- Szergej Vasziljevics Ivanov (1864–1910), orosz festő
- Oton Iveković (1869–1939), horvát festő

## J
- Egill Jacobsen (1910–1998), dán festő
- Robert Jacobsen (1912–1993), dán festő
- Charles Jacque (1813–1894), francia festő
- Yvonee Jacquette (1934–), amerikai egyesült államokbeli festő
- Eero Järnefelt (1863–1937), finn festő
- Bozidar Jakac (1899–1989), festő, grafikus, illusztrátor
- Rihard Jakopič (1869–1943), szlovén festő
- Matija Jama (1872–1947)
- Ruud Janssen (1959–), dán művész
- Maria Jarema, lengyel festő
- Wladyslaw Jarocki, lengyel festő
- Nyikolaj Alekszandrovics Jarosenko (1846–1898), orosz festő
- Franz Jaschke (1775–1842), osztrák festő
- Alexej von Jawlensky (1864–1941), orosz impresszionista festő
- Andrej Jemec (1934–), festő, grafikus
- Jenő herceg (1865–1947), svéd festő
- Zmago Jeraj, festő, fényképész, illusztrátor
- Boris Jesih (1943–)
- Mihail Alekszandrovics Jevsztafjev (1963–), orosz festő, fotóművész, író
- Miloš Jiránek (1875–1911) cseh neoimpresszionista festő
- Augustus John (1878–1961), angol festő
- Gwen John (1876–1939), angol művész
- Jasper Johns (1930–)
- Sargent Johnson (1888–1967)
- Allen Jones (1937–)
- Inigo Jones (1573–1652), angol festő
- Lois Mailou Jones (1905 – kb. 1990-es évek)
- Jacob Jordaens (1593–1678), flamand festő
- Asger Jorn (1914–1973), dán festő
- Josza Buszon (1716–1784), japán festő
- Donald Judd (1928–1994), amerikai festő
- Jens Juel (1745–1802), dán festő
- Ch'en Jung
- Konsztantyin Fjodorovics Juon (1875–1958), orosz festő

## K
- Károlyfi Zsófia (1952- ), magyar Prima díjas festő
- Kagaja Jutaka (1968–1784), japán digitális festő
- Frida Kahlo (1907–1954), mexikói festőnő
- Willem Kalf (1619–1693)
- Jitish Kallat (1974–), indiai képzőművész
- Kamagurka, belga festő, karikaturista
- Vaszilij Vasziljevics Kandinszkij (1866–1944), orosz származású festő
- Paul Kane (1810–1871)
- Rajmund Kanelba (1897–1960), lengyel festő
- Kano Motonobu (1476–1559), japán festő
- Tadeusz Kantor (1915–1990), lengyel festő
- Allan Kaprow (1927–2006), amerikai festő
- Rabo Karabekian, örmény származású amerikai festő
- Stanisława de Karłowska (1876–1952), lengyel festő
- Alfons Karpinski (1875–1961), lengyel festő
- Antoni Karwowski (1948–), lengyel neofiguratív festő és előadóművész
- Nyikolaj Alekszejevics Kaszatkin (1859–1930) orosz-szovjet festő
- Wincenty Kasprzycki, lengyel festő
- Alex Katz (1927–), amerikai egyesült államokbeli festő
- Angelika Kauffmann (1741–1807), osztrák festő
- Albrecht Kauw (1616–1681), svájci festő
- Ferdinand Keller (1842–1922)
- Ellsworth Kelly (1923–)
- Rockwell Kent (1882–1971), amerikai egyesült államokbeli festő
- Anselm Kiefer (1945–)
- Kitty Kielland (1843–1914), norvég festő
- Wiliam Kienbusch (1914–1980), amerikai egyesült államokbeli festő
- Michel Kikoine (1892–1968), belarusz festő
- Thomas Kinkade (1958–),amerikai egyesült államokbeli festő
- Oreszt Adamovics Kiprenszkij (1782–1836), orosz festő
- Ernst Ludwig Kirchner (1880–1938), német expresszionista festő
- Per Kirkeby (1938–), dán festő
- Moïse Kisling (1891–1953), lengyel-francia festő
- Roar Kjernstad (1975–), norvég festő
- Paul Klee (1879–1940), svájci születésű festő
- Yves Klein (1928–1962), francia festő
- Josef Klieber (1773–1850), osztrák festő
- Gustav Klimt (1862–1918), osztrák festő
- Franz Kline (1910–1962), amerikai absztrakt expresszionista festő
- Juraj Julije Klovic (1498–1578), horvát festő
- Jesper Knudsen (1964–) dán festő
- Boris Kobe (1905–1981), festő, építész
- Marcin Kober (1550–1598), lengyel festő
- Ivana Kobilca (1861–1926), szlovén festő
- Aleksander Kobzdej, lengyel festő
- Roman Kochanowski, lengyel festő
- Robert Koehler (1850–1917), német születésű amerikai festő
- Oskar Kokoschka (1886–1980), osztrák expesszionista festő
- Andrei Kolkoutine (1957–)
- Käthe Kollwitz (1867–1945), német festő
- Willem de Kooning (1904–1997), holland absztrakt expresszionista festő
- Jeff Koons (1955–), amerikai festő
- August Kopisch (1799–1853), német festő
- Lukasz Korolkiewicz, lengyel festő
- Konsztantyin Alekszejevics Korovin (1861–1939) orosz impresszionista festő
- Szergej Alekszejevics Korovin (1858–1908), Konsztantyin Korovin bátyja
- Jerzy Kossak (1886–1955), lengyel festő
- Juliusz Kossak (1824–1899), lengyel festő
- Wojciech Kossak (1857–?), lengyel festő
- Mattias Köster
- Franciszek Kostrzewski (1826–1911), lengyel festő
- Rudolf Kotnik (1931–1996)
- Aleksander Kotsis (1836–1877), lengyel festő
- Johann Lucas Kracker (1719–1779), osztrák festő
- Teodor Kračun (?–1781), szerb festő, ikonkészítő
- Franc Kralj (1895–1960)
- Tone Kralj (1900–1975)
- Ivan Nyikolajevics Kramszkoj (1837–1887), orosz festő
- Metka Krasovec (1941–), festő, grafikus
- Janina Kraupe-Swiderska, lengyel festő
- Albert Henry Krehbiel (1873–1951), amerikai egyesült államokbeli festő
- August von Kreling (1819–1876), német festő
- Pinchus Kremegne (1890–1981), belarusz festő
- J. Kreus, festő
- Jan Krieg, lengyel festő
- Josef Kriehuber (1800–1876), osztrák festő
- Christian Krogh (1852–1925), dán festő
- Per Krohg (1889–1965), norvég festő
- Leon Kroll (1884–1974), amerikai egyesült államokbeli festő
- Peder Severin Krøyer (1851–1909), dán festő
- Fan Kuan (~990– ~1030), kínai festő
- Ducki Krzysztof (1957–), lengyel festő
- Konrad Krzyzanowski (1872–1922), lengyel festő
- Alexander Kucharsky (1741–1819), lengyel festő
- Arhip Ivanovics Kuindzsi (1842–1910), orosz festő
- Ku Kaj-cse (4. század), kínai festő, költő
- Jasuo Kunijoshi (1893–1953), amerikai egyesült államokbeli festő
- František Kupka (1871–1957), cseh festő
- Alekszander Vasziljevics Kuprin (1880–1960), orosz festő
- Kuroda Szeiki (1866–1924), japán festő
- Yayoi Kusama (1929–), japán avantgard festő
- Joseph Kutter (1894-1941) luxembourgi festő
- Borisz Mihajlovics Kusztogyijev (1878–1927), fehérorosz szobrász, grafikus, festő
- Majka Kwiatowska, lengyel festő
- Teofil Kwiatkowski (1809–1891), lengyel festő
- Christen Købke (1810–1848), dán festő

## L
- Adelaide Labille-Guiard (1749–1803), francia arcképfestő
- Georges Lacombe (1868–1916), francia festő, szobrász
- Lahner Emil (1893–1980), magyar-francia
- Gérard de Lairesse (1641–1711), flamand festő
- Wilfredo Lam (1902–1982)
- Alekszandr Ivanovics Laktionov (1910–1972), szovjet szocialista realista festő
- Nicolas Lancret (1690–1743)
- Myra Landau, mexikói festő
- Sir Edwin Landseer (1802–1873)
- Fitz Hugh Lane (1804–1865), amerikai egyesült államokbeli festő
- Giovanni Lanfranco (1582–1647), olasz festő
- Peter Lanyon (1918–1964)
- Gene Lambert,
- Nicolas de Largillière (1656–1746), francia
- Karol Larisch, lengyel festő
- Mihail Fjodorovics Larionov (1881–1964), orosz konstruktivista képzőművész
- Carl Larsson (1853–1919), svéd festő
- Michael Lassel (1948–), német festő
- Pieter Lastman (1583-1633), holland festő
- Georges de La Tour (1593–1652), francia festő
- Marc Laurencin (1883–1956)
- Marie Laurencin (1885–1956)
- Ludwik de Laveaux, lengyel festő
- Jacob Lawrence (1917–2000)
- Sir Thomas Lawrence (1769–1830), angol festő
- Henri Le Sidaner (1862–1939), francia festő
- Jan Lebenstein, lengyel festő
- Charles Le Brun (1619–1690), francia
- Jules Joseph Lefebvre (1836–1911), francia festő
- Fernand Léger (1881–1955), francia festő
- Henri Lehmann (1814–1882), francia festő
- Lord Frederic Leighton (1830–1896)
- Margaret Leiteritz, német festő
- Franciszek Lekszycki, lengyel festő
- Sir Peter Lely (1618–1680)
- Ulrich Leman (1885–1988)
- Robert Lenkiewicz (1941–2002)
- Franz von Lenbach (1836–1904), német festő
- Stanislaw Lentz, lengyel festő
- Emanuel Leutze (1816–1868), a Washington átkel a Delaware folyón című kép festője
- Iszaak Iljics Levitan (1860–1900), orosz tájképfestő
- Dmitrij Grigorjevics Levickij (1735–1822), orosz festő
- Wyndham Lewis (1884–1957)
- Lucas van Leyden (1494–1533)
- Judith Leyster (1609–1660), holland festőnő
- André Lhote (?–1962), francia festő
- Roy Lichtenstein (1923–1997), amerikai egyesült államokbeli pop-art festő
- Max Liebermann (1847–1935), német festő, grafikus
- Hüseyin Avni Lifij (1886–1927) török impresszionista festő
- Bruno Andreas Liljefors (1860–1939)
- Limbourg fivérek (15. század), németalföldi miniatúrafestők
- Amalia Lindegren (1814–1891), svéd festő
- Bronislaw Wojciech Linke, lengyel festő
- John Linnell (1792–1873), angol festő
- Egide Linnig (1821–1860), belga festőművész
- Jean-Étienne Liotard (1702–1789), svájci francia festő
- Filippino Lippi (1457–1504), olasz festő
- Fra Filippo Lippi (~1406–1469), olasz festő
- Arthur Lismer (1885–1969), kanadai művész, a Group of Seven tagja
- El Liszickij (1890–1941), orosz festő
- Stephan Lochner (~1400–1451), német festő
- Leopold Loeffler, lengyel festő
- Lojze Logar (1944–), festő, grafikus
- McKendree Long (1888–1976), amerikai festő
- Charles-André van Loo  (1705–1765), francia festő
- Charles-Amédée-Philippe van Loo (1719–1795)
- Jean-Baptiste van Loo (1684–1745).
- Louis-Michel van Loo (1707–1771)
- Ambrogio Lorenzetti (1285–1348), olasz festő
- Pietro Lorenzetti (~1280–1348), olasz gótikus festő
- Claude Lorrain (1600–1682), francia festő
- Lorenzo Lotto (1480–1556), olasz festő
- L. S. Lowry (1887–1976)
- Maximilien Luce (1858–1941), francia pointillista festő
- Lucebert (1924–1994)
- George Benjamin Luks (1867–1933), amerikai arcképfestő
- Bigas Luna (1946–), spanyol festő, rendező, színész
- Gustaf Lundberg (1695–1786), svéd festő
- John Lurie (1952–), amerikai festő, színész, zenész
- Laura Muntz Lyall (1860–1930), kanadai festő
- David Lynch (1946–), amerikai festő, filmrendező

## M
- Stanton Macdonald-Wright (1890–1973), amerikai absztrakt festő
- August Macke (1887–1914), német festő
- Charles Rennie Mackintosh (1868–1928), skót festő
- Daniel Maclise (1806–1870), ír festő
- Conroy Maddox (1912–2005), brit szürrealista festő
- Carlo Maderna (1556–1629)
- Nicolaes Maes (1634–1693), holland festő
- Konrad Mägi (1878–1925), észt festő
- John Maggs (1819–1896), angol festő
- Alessandro Magnasco (1667–1749), olasz festő
- René Magritte (1898–1967), belga szürrealista festő
- Anna Mahler (1904–1988), osztrák festő
- Aristide Maillol (1861–1944),francia szobrász, festő
- Hans Makart (1840–1884), osztrák festő
- Konsztantyin Jegorovics Makovszkij (1839–1915), orosz festő
- Tadeusz Makowski (1882–1932), lengyel festő
- Vladimir Makuc (1925–), festő, grafikus
- Jacek Malczewski (1854–1929), lengyel festő
- Rafal Malczewski, lengyel festő
- Władysław Malecki (1836–1900), lengyel festő
- Kazimir Malevics (1878–1935) lengyel származású orosz festő
- Man Ray (1890–1976), amerikai festő, fotóművész
- Alfred Manessier
- Édouard Manet (1832–1883), francia festő
- Miltos Manetas, görög festő
- Andrea Mantegna (~1431–1506), olasz festő
- Niklaus Manuel (1484–1530)
- Franz Marc (1880–1916), német festő
- Louis Marcoussis  (1878 v.1883–1941), lengyel festő
- Adam Marczynski (1908–1985), lengyel festő
- Brice Marden, amerikai festő
- Hans von Marées (1837–1887), német festő
- John Marin (1870–1953), amerikai egyesült államokbeli festő
- Regia Marinho, brazil születésű absztrakt festő
- Jacques Maroger(1884–1962)
- Wilhelm Marstrand (1810–1873), dán festő
- Jozef Marszewski, lengyel festő
- John Martin (1789–1854), brit festő
- Simone Martini (~1284–1344), olasz gótikus festő
- Andrej Jefimovics Martinov (1768–1826), orosz festő
- Tommaso Masaccio (1401–1428), olasz festő
- Frans Masereel (1889–1971), belga festő, fafaragó
- Stanisław Masłowski (1853–1926), lengyel festő
- Masolino (~1383–1447), olasz festő
- Frank Mason (1921–), amerikai egyesült államokbeli festő
- Massányi Ödön (1907–1966), szerb festő
- Quentin Massys (~1466–1530), flamand festő
- Jan Matejko (1838–1893), lengyel festő
- Henri Matisse (1869–1954), francia festő
- Roberto Matta, festő, szobrász
- Antonio Mattei (1900–1956), amerikai egyesült államokbeli festő
- Franz Anton Maulbertsch (1724–1796) német festő
- Paul Mavrides, képregény rajzoló, festő
- Gabriel von Max (1840–1915), cseh festő
- Peter Max (1937–), amerikai pop festő
- Paul McCarthy (1945–), amerikai festő
- Sheila McClean, ír festő
- Frederick McCubbin, ausztrál festő
- Bruce McLean, brit szobrász, festő
- Richard McLean, fotóművész, számítógépes grafikus
- Catherine McWiliams, ír festő
- Joseph McWiliams, ír festő
- Simon McWiliams, ír festő
- Linda Mears (?–1949), amerikai
- Han van Meegeren (1889–1947), holland festő
- Józef Mehoffer  (1869–1946), lengyel festő
- Ernest Meissonier (1815–1891), francia festő és szobrász
- Arthur Melville (1858–1904), brit festő
- Hans Memling (1430–1494), flamand festő
- Milton Menasco (1890–1974), amerikai, némafilmes rendező
- Menez (Maria Inês Ribeiro da Fonseca) (1926–1995)
- Zygmunt Menkes, lengyel festő
- Barthélemy Menn (1815–1893), svájci festő
- Adolph Menzel (1815–1905), festő, grafikus
- Luc-Olivier Merson (1846–1920), francia
- Jakob Mertens, lengyel festő
- Hendrik Willem Mesdag (1831–1915), holland festő
- Youri Messen-Jaschin (1941–) litván festő
- Antonello da Messina (~1430–1479), olasz festő
- Willard Metcalf (1858–1925), amerikai egyesült államokbeli festő
- Métrodórosz (I. e. 2. század), ógörög festő
- Constantin Meunier (1831–1905), belga festő
- Ted Meyer, amerikai egyesült államokbeli festő
- Martin van Meytens (1695–1770),  flamand-svéd festő
- Michael of Dzialdow, lengyel festő
- Antoni Michalak, lengyel festő
- Piotr Michałowski (1800–1855), lengyel festő
- Henri Michaux, költő, festő
- Michelangelo (1475–1564), olasz festő, szobrász, építész
- Leo Michelson (1887–1978),
- Eugeen Van Mieghem (1875–1930), belga festő
- Mi Fu (1051–1107), kínai festő, író
- France Mihelic (1907–1998), festő, grafikus
- Miklós herceg (1872–1938), görög festő
- Kazimierz Mikulski, lengyel festő
- Ivan Milev (1897–1927), bolgár festő
- Francis Davis Millet (1846–1912)
- Jean-François Millet (1814–1875), francia festő
- Ksenia Milicevic (1942–), francia festő
- Gottfried Mind (1768–1814), svájci festő
- Juan Carreño de Miranda (1614–1685), spanyol festő
- Joan Miró (1893–1983), katalán szürrealista festő
- Augustyn Mirys, 1700–1790), lengyel festő
- Amedeo Modigliani (1884–1920), olasz festő
- Pier Francesco Mola (1612–1666), olasz festő
- Jan Miense Molenaer (1610–1668), holland festő
- Charlotte Molenkamp (1955–)
- Anton Möller (~1563–1611), lengyel festő
- Piet Mondrian (1872–1944), holland absztrakt festő
- Claude Monet (1840–1926), francia festő
- Thomas Moran (1837–1926), amerikai festő
- Giorgio Morandi (1890–1964), olasz festő
- Gustave Moreau (1826–1898), francia festő
- Camilo Mori (1896–1973), chilei festő
- Chuck Morris, amerikai egyesült államokbeli festő
- Robert Morris (1931–2018), amerikai festő, szobrász
- Berthe Morisot (1841–1895), francia festő
- Malcolm Morley (1931–2018)
- Giovanni Battista Moroni (1522–1578), olasz festő
- Samuel F. B. Morse (1791–1872), amerikai egyesült államokbeli festő, feltaláló
- Mary Moser (1744–1819), angol festő
- Robert Motherwell (1915–1991), amerikai absztrakt, expresszionista festő
- Alfons Mucha (1860–1939), cseh festő
- Georg Muche (1895–1987), német festő
- Otto Mueller (1874–1930), roma származású, németországi expresszionista festő.
- Timo K. Mukka (1944–1973), finn festő, író
- Friedrich Müller (1749–1825), festő, költő (Maler Müller)
- Morten Müller (1828–1911), norvég festő
- Edvard Munch (1863–1944), norvég festő
- Gabriele Munter (1877–1962), a Der Blaue Reiter csoport tagja
- Gerhard Munthe (1849– ~1929), norvég festő
- Murakami Takasi (1962–)
- Bartolomé Esteban Murillo (1617–1682), spanyol festő
- Edo Murti (1921–), horvát festő
- Zoran Music (1909–),

## N
- Patrick Nagel (1945–1984), amerikai képzőművész
- Albert Namatjira (1902–1959)
- Paul Nash (1889–1946)
- Alexander Nasmyth (1758–1840), tájképfestő
- Patrick Nasmyth (1787–1831), tájképfestő
- Charles-Joseph Natoire (1700–1777), francia festő
- Jean-Marc Nattier (1685–1766) francia festő
- Bruce Nauman (1941–), amerikai fotós, szobrász
- Ernst Wilhelm Nay (1902–1968), német festő
- Francois Joseph Navez (1787–1869 belga festő
- Alice Neel (1900–1984),
- Almada Negreiros (1893–1970),
- LeRoy Neiman (1927–), amerikai képzőművész
- Odd Nerdrum (1944–)
- Ugo Nespolo, olasz festő
- Mihail Vasziljevics Nyesztyerov (1862–1942), orosz festő
- Eugen Napoleon Neureuther (1806–1882), német festő
- Louise Nevelson (1900–1988), amerikai egyesült államokbeli festő
- Barnett Newman (1905–1970)
- Ejnar Nielsen (1872–1956), dán festő
- Jan Nieuwenhuys (1922–1986), dán festő
- Eligiusz Niewiadomski (1869–1923), lengyel festő
- Ben Nicholson (1894–1982)
- Nikomakhosz, i. e. 4. század, ógörög festő
- Alexander O. Nikulin (1878–1945)
- Hermann Nitsch (1938–), osztrák festő
- Isamu Noguchi (1904–1988)
- Sidney Nolan (1917–1992)
- Kenneth Noland (1924–)
- Emil Nolde (1867–1956) német expresszionista festő, grafikus
- Franco Nonnis, olasz festő (1926–1989)
- Jan Piotr Norblin (1745–1830), lengyel festő
- Anna Nordgren (1847–1916), svéd festő
- Max Magnus Norman (1973–)
- Cyprian Kamil Norwid (1821–1883). lengyel író, költő, festő, szobrász
- Zbigniew Nowosadzki (1957–). lengyel festő
- Jerzy Nowosielski (1923–2011). lengyel festő
- William Degouwe de Nuncques (1867–1935) belga festő
- Kjell Nupen

## O, Ó
- Leonard Ochtman (1854–1935), amerikai egyesült államokbeli festő
- Juan O'Gorman (1905–1982), mexikói képzőművész
- Georgia O'Keeffe (1887–1986), amerikai egyesült államokbeli festő
- Okamoto Taró (1911–1996) japán festő és szobrász
- Isaac Oliver (1560–1617), angol festő
- J.H. Ferdinand Olivier (?–1841), német festő
- Roman Opałka (1931–2011), lengyel festő
- John Opie (1761–1807)
- Andrea Orcagna (1320–1368), olasz festő
- William Quiller Orchardson (1835–1910)
- Bryan Organ (1935–)
- Orléans-i Mária Krisztina (1813–1839), francia szobrász
- Emil Orlik (1870–1932), festő, grafikus
- José Clemente Orozco (1883–1949), mexikói képzőművész
- Sir William Orpen (1878–1931)
- Manuel Ortiz de Zarate (1887–1946)
- Erik Ortvad (1917–2008), dán festő
- Adriaen van Ostade (1610–1685), holland festő
- Isaac van Ostade (1621–1649), holland festő
- Outamaro (kb. 1750–1806), japán festő, fafaragó
- Johann Friedrich Overbeck (1789–1869), német festő
- Auseklis Ozols (1941–)

## P
- Francisco Pacheco del Río (1564–1644), spanyol festő, grafikus
- Michael Pacher (~1430–1498), osztrák festő
- Jovan Pačić (1771–1849), szerb festő
- T.K. Padmini (1940–1969), indiai festő
- Mimmo Paladino (1948–)
- Kalervo Palsa, (1947–1987), finn festő
- Pamphilus (i. e. 4. század)
- Giovanni Paolo Pannini (1691–1765), olasz festő
- Józef Pankiewicz (1866–1940), lengyel festő
- Parmigianino (1504–1540)
- Maxfield Parrish (1870–1966), amerikai festő, illusztrátor
- Parrhasziosz (I. e. 460– ~I. e. 390), ógörög festő
- Ulrika Pasch (1735–1796), svéd festő
- Jules Pascin (1885–1930), bolgár származású amerikai festő, grafikus
- John Dos Passos (1896–1970), amerikai író, festő
- George Passantino (1922–2004), amerikai festő
- Gen Paul (1898–1975), francia festő
- Julius Paulsen (1860–1940), dán festő
- Julius von Payer (1841–1915), osztrák festő
- Karl Pärsimägi (1902–1942), észt festő
- Raphael Peale (1774–?)
- Rembrandt Peale (1778–1860), amerikai neoklasszikus arcképfestő
- Max Pechstein (1881–1955), német festő, grafikus
- Carl-Henning Pedersen (1913–2007), dán festő
- Viggo Pedersen (1854–1926), dán festő
- Pedro Pedraja (1974–), spanyol festő
- Waldo Peirce (1884–1970), amerikai festő
- Alfred Pellan (1906–1988), kanadai festő
- Gina Pellón (1926–2014)
- Sophie Pemberton (1869–1959), kanadai festő
- Narcisse Virgilio Díaz de la Peña (1808–1876), spanyol-francia festő
- Matteo Pérez d'Aleccio (?–1616)
- Vaszilij Grigorjevics Perov (1833–1882), orosz festő
- Lilla Cabot Perry (1848–1933)
- Pietro Perugino (~1445–1523), olasz festő
- Jozef Petkovsek (1861–1898)
- John F. Peto (1854–1907)
- Nadežda Petrović (1873–1915), szerb festő
- Kuzma Szergejevics Petrov-Vodkin (1878–1939), orosz-szovjet festő
- August von Pettenkofen (1822–1889), osztrák festő
- Antoine Pevsner (1884–1962), francia
- Pietro Pezzati (1902–1993), amerikai arcképfestő
- Theodor Philipsen (1840–1920), dán festő
- Philiszkosz (1. század), ógörög festő
- Tom Phillips (1937–2022), brit festő
- Philokharész (I. e. 3. század), ógörög festő
- Philoxenosz (I. e. 4. század), ógörög festő
- Giovanni Battista Piazzetta (1682–1754)
- Francis Picabia (1879–1953), francia festő
- Pablo Picasso (1881–1973), spanyol festő
- Ramón Pichot (1872–1925), katalán festő
- Otto Piene (1928–2014)
- Delilah Pierce (1904–1992)
- Carl Gustaf Pilo (1711–1793)
- Veno Pilon (1896–1970)
- Karl von Piloty (1826–1886), német festő
- Howardena Pindell (1943–)
- Bernardino Pinturicchio (1454–1513), olasz festő
- Nyikolaj Vasziljevics Pinyegin (1883–1940), orosz festő
- Sebastiano del Piombo (1485–1547), olasz festő
- Pisanello (~1395– ~1455), olasz festő
- Camille Pissarro (1830–1903), francia festő
- Antoni Pitxot (1934–2015), katalán festő
- Stefan Planinc (1925–2017), szlovén festő, grafikus, illusztrátor
- Jan Bogumil Plersch, lengyel festő
- Kazimierz Pochwalski, lengyel festő
- Władysław Podkowiński (1866–1895), lengyel festő
- Marjan Pogacnik, festő, grafikus
- Polemón (I. e. 2. század), ógörög festő
- Vaszilij Dmitrijevics Polenov (1844–1927), orosz festő
- Serge Poliakoff (1900–1969), oroszországi cigány származású francia festő
- Sigmar Polke (1941–),
- P.H. Polk (1898–1984)
- Jackson Pollock (1912–1956), amerikai egyesült államokbeli absztrakt festő
- Jacopo Pontormo (1494–1557), olasz festő
- Ljubov Szergejevna Popova (1889–1924), orosz kubista festő
- Stefan Popowski, lengyel festő
- Jean-François Portaels (1818-1895), belga festő
- Fairfield Porter (1907–1975), amerikai egyesült államokbeli festő
- Candido Portinari (1903–1962), brazil festő
- Paulus Potter (1625–1654), holland festő és rézmetsző
- Fuller Potter (1910–1990), amerikai absztrakt expresszionista festő
- Piotr Potworowski (1898–1962, lengyel festő
- Nicolas Poussin (1594–1665), francia festő
- Andrea Pozzo (1642–1709), olasz festő, építész
- Marij Pregelj (1913–1967), festő, illusztrátor
- Johann Wilhelm Preyer (1803–1886), német festő
- Nelson Primus (1843– ~1916)
- Maurice Prendergast (1861–1924), amerikai egyesült államokbeli festő
- Mattia Preti (1613–1699), olasz festő
- Mary Elizabeth Price (1877–1965), amerikai egyesült államokbeli impresszionista festő
- Alice Prin (1901–1953), festő, énekes, modell
- Gorogyeci Prohor (14. század), orosz ikonfestő
- Andrzej Pronaszko („Majster”), 1888–1961, lengyel festő
- Samuel Prout (1783–1852)
- Pierre-Paul Prud’hon (1758–1823), francia
- Tadeusz Pruszkówski (1888–1942), lengyel festő
- Witold Pruszkówski  (1846–1896), lengyel festő
- Pierre Puget (1620–1694), francia festő
- Janez Puhar (1814–1864), pap, fotográfus, festő
- Vilhelms Purvītis (1872–1945), lett festő
- Patrick Pye, festő, szobrász

## Q
- Domenico Quaglio, ifj.  (1787–1837)
- Erasmus Quellinus II (1607–1678), holland
- August Querfurt (1696–1761)
- Carmelo Arden Quin (1913–2010), uruguayi-francia festő
- Jan Maurits Quinckhardt (1688–1772)

## R
- Zygmunt Radnicki, lengyel festő
- Novak Radonić (1826–1890), szerb festő
- Sir Henry Raeburn (1756–1823)
- Karl Rahl (1812–1865)
- Francesco Raibolini (1453–1518)
- Allan Ramsay (1713–1784)
- Paul Ranson (1864–1909), francia
- Jacob Rantzau (1973–), dán festő
- Raffaello Santi (1483–1520), olasz festő
- Dorning Rasbotham (1730–1791), angol festő, író
- Slava Raškaj (1877–1906), horvát festő
- Robert Rauschenberg (1925), amerikai festő
- Edward Willis Redfield (1869–1965), amerikai egyesült államokbeli festő
- Tommaso Redi  (1665–1726), olasz festő
- Odilon Redon (1840–1916) francia festő, litográfus
- Pierre-Joseph Redoute (1759–1840)
- Henri Regnault (1843–1871), francia
- Robert Reid (1862–1929), amerikai egyesült államokbeli festő
- Ad Reinhardt (1913–1967), amerikai absztrakt festő
- Rembrandt (Rembrandt Harmenzsoon van Rijn) (1606–1669), holland festő
- Frederic Remington (1861–1909), amerikai egyesült államokbeli festő és szobrász
- Guido Reni (1575–1642), olasz festő
- Pierre-Auguste Renoir (1841–1919), francia festő
- Pierre R. Renoir (1958–), francia születésű kanadai festő
- Ilja Jefimovics Repin (1844–1930), orosz festő
- Sir Joshua Reynolds (1723–1792), angol arcképfestő
- Jusepe de Ribera (José de Ribera; 1591–1652, spanyol festő
- Gerhard Richter (1932–), festő, grafikus
- Hyacinthe Rigaud  (1659–1743)
- Bridget Riley (1931–)
- Jean-Paul Riopelle (1923–2002)
- Édouard Riou (1833–1900), francia festő
- Arturo Rivera (1945–), mexikói festő
- Diego Rivera (1886–1957), mexikói festő
- Larry Rivers (1923–2002)
- Hoca Ali Rıza (1858–1930) török impresszionista festő
- Tom Roberts (1856–1931), ausztrál festő
- Elizabeth B. Robinson (1832–1897), amerikai egyesült államokbeli festő
- Theodore Robinson (1852–1896), amerikai egyesült államokbeli festő
- Norman Rockwell (1894–1978), festő, illusztrátor
- Henryk Rodakowski (1823–1894), lengyel festő
- Alekszandr Mihajlovics Rodcsenko (1891–1956), orosz festő, fotóművész
- Nicholas Roerich (Nyikolaj Konsztantyinovics Rerih) (1874–1947), orosz festő
- Szvjatoszlav Nyikolajevics Roerich (1904–1993), orosz festő
- Christian Rohlfs (1849–1938), német festő és grafikus
- Ayako Rokkaku (1982–)
- Fjodor Sztyepanovics Rokotov (1736–1809), orosz festő
- Girolamo Romanino (1485–1562), olasz festő
- Osvaldo Romberg (1938–), festő, építész
- George Romney (1734–1802), angol festő
- Johann Melchior Roos (1659–1731), német festő
- Anton Rooskens (1906–1976)
- Félicien Rops (1833–1898), belga festő
- Jan Henryk Rosen (1891–1982), lengyel festő
- James Rosenquist (1933–), amerikai pop–art művész
- Alexander Roslin (1718–1798)
- Bob Ross (1942–1995), amerikai egyesült államokbeli festő
- Mark Rothko (1903–1970) amerikai egyesült államokbeli festő
- Francesco Angelo Rottonara (1848–1938), olasz festő
- Georges Rouault (1871–1958), francia festő, grafikus
- Henri Rousseau (1844–1910) francia naiv festő
- Théodore Rousseau (1812–1867), francia festő
- Ker-Xavier Roussel (1867–1944), francia
- Thomas Rowlandson (1756–1827), angol festő
- Peter Paul Rubens (1577–1640), flamand festő
- Andrej Rubljov (1360 körül–1430) orosz ikonfestő
- Hanna Rudzka-Cybisowa, lengyel festő
- Jacob van Ruisdael (1628–1682)
- Philipp Otto Runge (1777–1810), német festő
- Edward Ruscha amerikai egyesült államokbeli festő
- Nagyezsda Nyikolajevna Ruseva (1952–1969), orosz festő
- Robert Russ (1847–1922)
- Charles Marion Russell (1864–1926), amerikai egyesült államokbeli festő
- Jan Rustem, lengyel festő
- Ferdynand Ruszczyc  (1870–1936), lengyel festő
- Rachel Ruysch (1664–1750), holland festő
- Andrej Petrovics Rjabuskin (1861–1904), orosz festő
- Tadeusz Rybkowski, lengyel festő
- Théo van Rysselberghe (1862–1926), belga festő
- Czeslaw Rzepinski, lengyel festő

## S
- Betye Saar (1926–)
- S.Kacsó Róza (1949–)
- Pieter Jansz Saenredam (1597–1665)
- Geertgen tot Sint Jans (1460?–1495?), flamand festő
- Niki de Saint-Phalle (1930–2002)
- Artur Nacht Samborski, lengyel festő
- Stanisław Samostrzelnik (1490–1541), lengyel festő
- John Singer Sargent (1856–1925), amerikai egyesült államokbeli festő
- Andrea del Sarto (1487–1531), olasz festő
- Raymond Saunders (1934–)
- Antonio Saura (1930–1998)
- Anne Savage (1896–1971), kanadai festő
- Jenny Saville (1970–), angol festő
- Jan Sawka, lengyel festő
- Gian Andrea Scarello (1961–)
- Friedrich Wilhelm von Schadow (1789–1862), német festő
- Ary Scheffer (1795–1858), francia
- Christoph Thomas Scheffler (1699–1756), német festő
- Egon Schiele (1890–1918), osztrák festő
- Helene Schjerfbeck (1862–1946), finn festő
- Oskar Schlemmer (1888–1943), német festő
- Rudolf Schlichter (1890–1955), festő, grafikus, író
- Jules Schmalzigaug (1882–1917), belga festő
- George Schmidt (1944–)
- Joost Schmidt (1893–1948), német festő
- Karl Schmidt-Rottluff (1884–1976), német festő, grafikus
- Richard Schmid (1934–), amerikai egyesült államokbeli festő
- Julian Schnabel (1952–), festő, filmkészítő
- Martin Schongauer (kb. 1450–1491), német festő, rézkarcoló
- P. A. Schou (1844–1914), dán festő
- Karl Schrag (1912–), amerikai egyesült államokbeli festő
- Daniel Schultz, (1615–1683) lengyel festő
- Christoph Schwarz  (1548–1592), német festő
- Kurt Schwitters (1887–1948), német festő, író
- William Edouard Scott (1884–1964)
- Felipe Seade (1912–1969)
- Charles Sebree (1914–1985)
- Maksim Sedej (1909–1974), festő.
- William Segar  (1564–1633), angol festő
- Olaf Carl Seltzer (1877–1957), amerikai egyesült államokbeli festő
- Jacek Sempolinski, lengyel festő
- Séraphine de Senlis (1864–1942), francia festő
- Amrita Sérgil (1913–1941), magyar-indiai festő
- Georges Seurat (1859–1891), francia festő
- Paul Sérusier (1864–1927), francia festő
- Gino Severini (1883–1966)
- Joseph Severn (1793–1879), angol festő
- Kazimierz Sichulski, lengyel festő
- Walter Sickert (1860–1942)
- Zygmunt Sidorowicz, lengyel festő
- Henryk Siemiradzki (1843–1902), lengyel festő
- Jan Sierhuis (1928–)
- Paul Signac (1863–1935), francia festő
- Luca Signorelli (1445–1523), olasz festő
- Sigurður Guðmundsson (1833–1874), izlandi festő
- Hugo Simberg (1873–1917), finn festő
- Józef Simmler (1823–1868), lengyel festő
- David Alfaro Siqueiros (1896–1974), mexikói festő
- Ivan Ivanovics Siskin (1832–1898), orosz tájképfestő
- Alfred Sisley (1839–1899), angol festő
- František Skála   (1956–), cseh festő
- Joakim Skovgaard (1856–1933), dán festő
- Niels Skovgaard (1858–1938), dán festő
- P.C. Skovgaard (1817–1875), dán festő
- Ludomir Slendzinski, lengyel festő
- Max Slevogt (1868–1932) német festő és grafikus
- Władysław Ślewiński (1854–1918), lengyel festő
- Harald Slott-Møller (1864–1937), dán festő
- Richard Smeets (1955–)
- Frank E. Smith (1935–)
- Matthew Smith (1879–1959), angol festő
- Hinko Smrekar (1883–1942), szlovén festő, grafikus, illusztrátor
- Franciszek Smuglewicz (1745–1807), lengyel festő
- Pieter Snayers (1592– ~1666), belga festő
- Sylvia Snowden (1942–)
- Marek Sobczyk, lengyel festő
- Leszek Sobocki, lengyel festő
- Conrad von Soest (1370 körül 1422 után) német festőművész
- Anton Solomoukha (1945–), ukrán festő
- Jens Søndergaard (1895–1957), dán festő
- Sonkodi Rita (1968-), magyar festőművész
- Joaquín Sorolla (1863–1923) spanyol festő
- Joe Sorren (1971–), amerikai festő
- Camille Souter, festő,
- Chaim Soutine (1894–1944), litván-francia festő
- Litsa Spathi  (1958–), görög festő
- Lojze Spacal (1907–2000),
- Austin Osman Spare (1886–1956), angol festő és misztikus
- Niles Spencer (1883–1952), amerikai egyesült államokbeli festő
- David Spiller (1942–)
- Carl Spitzweg (1808–1885), német festő
- Carl Sprinchron (1887–1971),amerikai egyesült államokbeli festő
- Jan Spychalski, lengyel festő
- Olga Szergejevna Szavarenszkaja (1948–2000) orosz festő, díszlettervező
- Konsztantyin Apollonovics Szavickij (1844–1905), orosz festő
- Alekszej Kondratyjevics Szavraszov (1830–1897), orosz festő
- Henryk Szczyglinski, lengyel festő
- Zinaida Jevgenyjevna Szerebrjakova (1884–1967), orosz festő
- Jozef Szermentowski, lengyel festő
- Valentyin Alekszandrovics Szerov (1865–1911), orosz festő
- Konsztantyin Andrejevics Szomov (1869–1939), orosz festő
- Vaszilij Ivanovics Szurikov, 1848–1916, orosz festő
- Jerzy Eleuter Szymonowicz-Siemiginowski, lengyel festő
- Kazimierz Stabrowski, lengyel festő
- Nicolas de Staël (1914–1955), francia festő
- Jerzy Stajuda, lengyel festő
- Jan Stanisławski (1860–1907), lengyel festő
- Wojciech Korneli Stattler, lengyel festő
- Henryk Stazewski (1894–?), lengyel festő
- Andrzej Stech, lengyel festő
- Jan Steen (1626–1679)
- Kajetan Stefanowicz, lengyel festő
- Albert Steffen (1884–1963), svájci festő
- Hannes Steinert (1954–), német festő
- Jacob Steinhardt (1887–1968), izraeli festő
- Eduard von Steinle (1810–1886)
- Théophile Steinlen (1859–1923), svájci festő
- Frank Stella (1936–2024)
- Matej Sternen (1870–1949),
- Joseph Karl Stieler (1781–1858), német festő
- Clyfford Still (1904–1980)
- Stan Stokes
- Myron Stout, amerikai egyesült államokbeli festő
- Frans Straathof (1952), holland festő
- Adam Christopher Strange (1979–)
- Robert Strange (1721–1792)
- Arthur Streeton, festő
- August Strindberg (1849–1912), svéd festő, író
- Bartlomiej Strobel, lengyel festő
- Hugo Ströhl (1851–1919), osztrák festő
- Vonn Ströpp, angol festő
- Drew Struzan,  amerikai egyesült államokbeli festő
- Zofia Stryjenska, lengyel festő
- Władysław Strzemiński (1893–1952), lengyel festő
- Gilbert Stuart (1755–?), amerikai festő
- George Stubbs (1724–1806)
- Gabrijel Stupica (1913–1990)
- Stanislas Stückgold (1868–1933), lengyel festő
- Sava Sumanovic, szerb festő
- January Suchodolski (1797–1875), lengyel festő
- Serge Sudeikin (1882–1946)
- George B. Sutherland
- Václav Švejcar  (1962–), cseh festő
- Sergei Sviatchenko (1952–), ukrán festő
- Leif Sylvester (1940–)
- Josefine Swoboda (1861–1924) osztrák portréfestő
- Szenes Árpád (1897–1985), magyar-francia

## T
- Jean Tabaud (1914–1996)
- Enrique Tabara (1930–) Guayaquil, ecuadori festő
- Yasse Tabuchi (1921–2009)
- Yoko Tanaka
- Reuben Tam (1916–1991), amerikai egyesült államokbeli festő
- Rufino Tamayo (1899–1991), mexikói festő
- Yves Tanguy (1900–1955), francia festő
- Henry O. Tanner (1859–1937)
- Joseph Tany Yos Yama (1950–),
- Antoni Tàpies (1923–2012), spanyol festő
- Edmund Charles Tarbell (1862–1938), amerikai egyesült államokbeli impresszionista festő
- Nyikolaj Alekszandrovics Tarhov (1871–1930), orosz-francia festő
- Tomasz Tatarczyk, lengyel festő
- Vlagyimir Jevgrafovics Tatlin (1885–1953), orosz konstruktivista festő és építész
- Levina Teerlinc (1510?–1576), flamand festő
- Afewerk Tekle (1932–), etiópiai festő és szobrász
- David Teniers III (meghalt 1685), flamand festő
- Gerard ter Borch (I) (1617-1681) holland festő, műgyűjtő
- Gerard Terborch (1617-1681) holland festő
- Hendrick Terbrugghen (1588–1629)
- Pietro Testa (1617–1650)
- Wlodzimierz Tetmajer (1861–1923), lengyel festő
- Abbot Handerson Thayer (1849–1921), amerikai egyesült államokbeli festő
- Ellen Thesleff (1869–1954)
- Jan Theuninck (1954–), belga festő és költő
- Wayne Thiebaud (1920–), amerikai egyesült államokbeli festő
- Alma Thomas (1894–1978)
- François Louis Thomas (1772–1839), francia festő
- Edward H. Thompson (1879–1949)
- Robert Thompson (1936–1966)
- Tom Thompson,
- C. Thomsen (1847–1912), dán festő
- William Thon, amerikai egyesült államokbeli festő
- Theodoor van Thulden (1606–1669), németalföldi festő
- Giovanni Domenico Tiepolo (1727–1804), velencei festő
- Giovanni Battista Tiepolo (1696–1770), velencei festő
- Lorenzo Tiepolo (1736–1776), olasz festő
- Louis Comfort Tiffany (1848–1933), amerikai festő, üvegművész, ékszerész
- Walasse Ting (1929–2010)
- Tintoretto (1518–1594), olasz festő
- Dimitrije P. Tirol (1793–1857), magyarországi szerb író, nyelvész, geográfus, festő
- Joze Tisnikar (1928–1998),
- James Tissot (1836–1902)
- Tiziano (1488–1576), olasz festő
- Tlepolemosz (I. e. 200), ógörög festő
- Mark Tobey (1890–1976), amerikai festő
- Jozef Tominc (1790–1866),
- Jan Toorop (1858–1928), holland festő
- Jacopo Torriti (13. század), olasz festő
- Tósúszai Saraku (18. század), japán festő
- Henri de Toulouse-Lautrec (1864–1901), francia festő
- Kurt Trampedach (1943–), dán festő
- Fran Tratnik (1881–1957), festő és rajzoló
- Trauner Sándor (1906–1993), magyar-francia
- Bill Traylor (1854–1947)
- Jan Tricius, lengyel festő
- Paul Troger (1698–1762), osztrák festő
- Wincenty Trojanowski, lengyel festő
- Francesco Trombadori (1886–1961), olasz festő
- Vaszilij Andrejevics Tropinyin (1776–1857), orosz festő
- Clovis Trouille (1889–1975) francia festő
- Constant Troyon (1810–1865), francia festő
- Marjan Trsar, festő, grafikus
- John Trumbull (1756–1843), amerikai festő
- Tsugouharu Foujita (1886–1968), japán-francia festő
- Werner Tubke (1929–2004),
- Cosimo Tura (1430–1495), olasz festő
- Anna Alekszejevna Turgenyeva (1890–1966), orosz festő, író
- William Turner (1775–1851), angol festő
- Laurits Tuxen (1853–1927), dán festő
- Luc Tuymans (1958–), belga festő
- John Henry Twachtman (1853–1902),amerikai egyesült államokbeli festő
- Cy Twombly (1928–), festő, szobrász
- Ryszard Tylman (1952–), lengyel festő
- Barbara Tyson-Mosley (1950–)
- Takács Pál (1932-2000), magyar-amerikai festő, grafikus

## U
- Raoul Ubac (1910–1985)
- Paolo Uccello (1397–1475), olasz festő
- Fritz von Uhde (1848–1911)
- William Unger (1837–1932)
- Michelangelo Unterberger (1695–1753)
- Szimon Fjodorovics Usakov (1626–1686), orosz ikonfestő
- Utagava Hirosige (1797–1859), japán festő
- Kitagava Utamaro (1753–1806), japán fametsző, grafikus
- Maurice Utrillo (1883–1955), francia festő

## V
- Pierin Vaga (1499–1547)
- Suzanne Valadon (1865–1938), francia festőnő
- Félix Vallotton (1865–1925), svájci festő
- Georges Valmier (1885–1937), francia festő
- Sir Anthony Van Dyck (1599–1641), flamand festő
- Vang Vej (699–759), kínai festő
- Luigi Vanvitelli (1700–1773), olasz festő
- Raja Ravi Varma (1848–1906), indiai festő
- Giorgio Vasari (1511–1574), olasz festő, építész, művészeti író
- Vladimir Vasicek (1919–2003)
- Marie Vassilieff (1884–1957) orosz–francia festő, szobrász, díszlettervező
- Gee Vaucher (1945–)
- Jurij Alekszejevics Vasznyecov (1900–1973), orosz grafikus
- Viktor Mihajlovics Vasznyecov (1848–1926), orosz festő
- Palma Vecchio (1480–1528), olasz festő
- Guido Vedovato (1961–), olasz festő
- Philipp Veit (1793–1877)
- Diego Velázquez (1599–1660), spanyol festő
- Henry van de Velde (1863–1957), belga festő
- Willem van de Velde (1611–1693) (1611–1693), holland festő
- Willem van de Velde (1633–1707) (1633–1707), holland festő
- Alekszej Gavrilovics Venyecianov (1780–1847), orosz festő
- Vaszilij Vasziljevics Verescsagin (1842–1904), orosz festő
- Fernand Verhaegen (1883-1975), belga festő
- Johannes Vermeer (1632–1675), holland festő
- Jan Cornelisz Vermeyen (1500–1559),  holland festő
- Claude Joseph Vernet (1714–1789), francia festő
- Horace Vernet (1789–1863), francia festő, grafikus
- Paolo Veronese (1528–1588), olasz festő
- Andrea del Verrocchio (~1435–1488), olasz festő
- Kees Verwey (1900–1995)
- Helmut Vetter (1923–2009), német festő
- Joseph-Marie Vien (1716–1809)
- Louise Élisabeth Vigée Le Brun (1755–1842), francia festő
- Juan Villafuerte (1945–1977), Spanyolországban tanult ecuadori festő
- Jacques Villon (1875–1963), francia festő
- Leonardo da Vinci (1452–1519), olasz festő, szobrász és feltaláló
- Ivan Jakovlevics Visnyakov (1699–1761), orosz festő
- Borisz Jeremejevics Vlagyimirszkij, orosz-szovjet festő
- Maurice de Vlaminck (1876–1958), francia festő
- Simon de Vlieger (1601–1653)
- Zygmunt Vogel, 1764–1826, lengyel festő
- Jaroslav Věšín (1860–1915) cseh életkép- és tájképfestő
- Makszimilian Alekszandrovics Volosin (1877–1933), orosz festő, költő
- Cornelis de Vos 1584–1651, flamand festő
- Jan Voss (1936–)
- Wolf Vostell (1932–1998)
- Simon Vouet (1590–1649)
- Sebastiaen Vrancx (1573–1647)
- Hendrick Cornelisz Vroom (1562/1566-1640)
- Cornelisz Vroom (1600–1661)
- Mihail Alekszandrovics Vrubel (1856–1910), orosz festő
- Édouard Vuillard (1868–1940), francia festő

## W
- Raymond Waddey
- Edward Wadsworth (1889–1949)
- Ferdinand Georg Waldmüller (1793–1865), osztrák festő
- Zygmunt Waliszewski (1897–1936), lengyel festő
- Laura Wheeler Waring (1887–1948)
- Alfred Wallis (1855–1942), angol festő
- Henry Wallis (1830–1916), angol festő
- Jacek Waltos, lengyel festő
- Wladyslaw Wankie, lengyel festő
- Walenty Wańkowicz (1799–1842), lengyel festő
- Andy Warhol (1928–1987), amerikai egyesült államokbeli pop-art festő
- Waclaw Wasowicz, lengyel festő
- Louis Étienne Watelet (1780–1866), francia festő
- John William Waterhouse (1849–1917)
- Jean-Antoine Watteau (1684–1721), francia festő
- Emile Wauters (1846-1933) belga festő
- Czeslaw Wdowiszewski, lengyel festő
- Carel Weight (1908–)
- J. Alden Weir, amerikai egyesült államokbeli impresszionista festő
- Wojciech Weiss (1875–1950), lengyel festő
- Wela Elisabeth Wierzbicka, lengyel festő
- Neil Welliver (1929–), amerikai egyesült államokbeli festő
- Pierre Wemaëre (1913–2010)
- Kurt Wenner, amerikai egyesült államokbeli festő
- Marianne von Werefkin (1860–1938), orosz expresszionista festő
- Gina Werfel (1951–), amerikai egyesült államokbeli festő
- Adriaen van der Werff (1659–1722), flamand festő
- Carl Werner (1808–1894), német festő
- Adolf-Ulrik Wertmuller (1751–1811)
- Jakub Wessel, lengyel festő
- Tom Wesselmann (1931–2004)
- Benjamin West (1738–1820)
- Rogier van der Weyden (1399–1464), flamand festő
- James Abbott McNeill Whistler (1834–1903)
- Antoine Wiertz (1806–1865), belga festőművész
- Brett Whiteley (1939–1992, ausztrál festő
- Svend Wiig-Hansen (1922–1997)
- David Wilkie (1785–1841)
- Adolphe Willette  (1857–1926)
- Jens Ferdinand Willumsen (1863–1958), dán festő
- Richard Wilson (1713–1782), walesi tájképfestő
- Emanuel de Witte (1617–1692)
- Konrad Winkler, lengyel festő
- Olga Wisinger-Florian (1844–1926) osztrák impresszionista festő
- Nancy Wisseman-Widrig (1929–), amerikai egyesült államokbeli festő
- Stanisław Witkiewicz  (1851–1915), lengyel festő
- Stanisław Ignacy Witkiewicz(1885–1939), lengyel festő
- Romuald Kamil Witkowski, lengyel festő
- Konrad Witz (1410–1446), svájci festő
- Theo Wolvecamp (1925–1992)
- David Wojnarowicz
- Kazimierz Wojniakowski, lengyel festő
- Witold Wojtkiewicz (1879–1909), lengyel festő
- Wols (1913–1951), német festő
- Berthold Woltze(wd) (1829–1896), német festő
- Christopher Wood (1962–), skót festő
- Grant Wood (1891–1942)
- Robert William Wood(wd) (1889–1979), amerikai egyesült államokbeli angol születésű festő (http://www.robertwood.net/)
- Charles H. Woodbury (1864–1940), amerikai egyesült államokbeli festő
- Mabel May Woodward (1877–1945), amerikai egyesült államokbeli festő
- Michael W. Wooten
- Rik Wouters (1882–1916), belga festő
- Philips Wouwerman (1619–1668), holland festő
- Joseph Wright of Derby(wd) (1734–1797), angol festő
- Andrzej Wróblewski(wd) (1927–1957), lengyel festő
- Paul Wunderlich(wd) (1927–2010), német festő, grafikus, szobrász
- Leon Wyczółkowski (1852–1936), lengyel festő
- Jan Wydra(wd) (1902–1937), lengyel festő
- Andrew Wyeth (1917–2009), amerikai egyesült államokbeli festő
- Jamie Wyeth (1946–), amerikai egyesült államokbeli festő
- N.C. Wyeth (1882–1945), amerikai egyesült államokbeli festő
- Stanisław Wyspiański (1869–1907), lengyel festő, író

## X
- Ettore Ximenes (1855–1919), olasz festő

## Y
- Jack Butler Yeats (1871–1957)
- Joseph Yoakum (1886–1972)

## Z
- Jacopo Zabolino (15. század), olasz festő
- Ossip Zadkine (1890–1967), festő, szobrász
- Christian Zahrtmann (1843–1917), dán festő
- Eugeniusz Żak (1884–1926), lengyel festő
- Anton Zaharia (1950–), román festő
- Marcin Zaleski (1796–1877),  lengyel festő
- Peter M. Zawadzki (1941–2004), amerikai festő (Baltimore)
- František Ženíšek (1849–1916), cseh festő
- Zeuxisz  (~464– ~390), ógörög festő
- Félix Ziem (1821–1911), francia festő
- Johann Zoffany (1733–1810)
- Marguerite Zorach (1887–1968), amerikai egyesült államokbeli festő
- William Zorach (1889–1966), amerikai egyesült államokbeli festő
- Anders Zorn (1860–1920), svéd festő
- Francesco Zuccarelli (1702–1788), olasz festő
- Federigo Zuccaro (1543–1609), olasz festő
- Taddeo Zuccaro (1529–1566), olasz manierista festő
- Ignacio Zuloaga (1870–1945), spanyol festő
- Francisco de Zurbaran (1598–1662), spanyol festő
- Heinrich von Zügel (1850–1941), német festő